# 奧爾巴赫河 (金齊希河支流)
50°19′46.50″N 9°29′57.44″E / 50.3295833°N 9.4992889°E

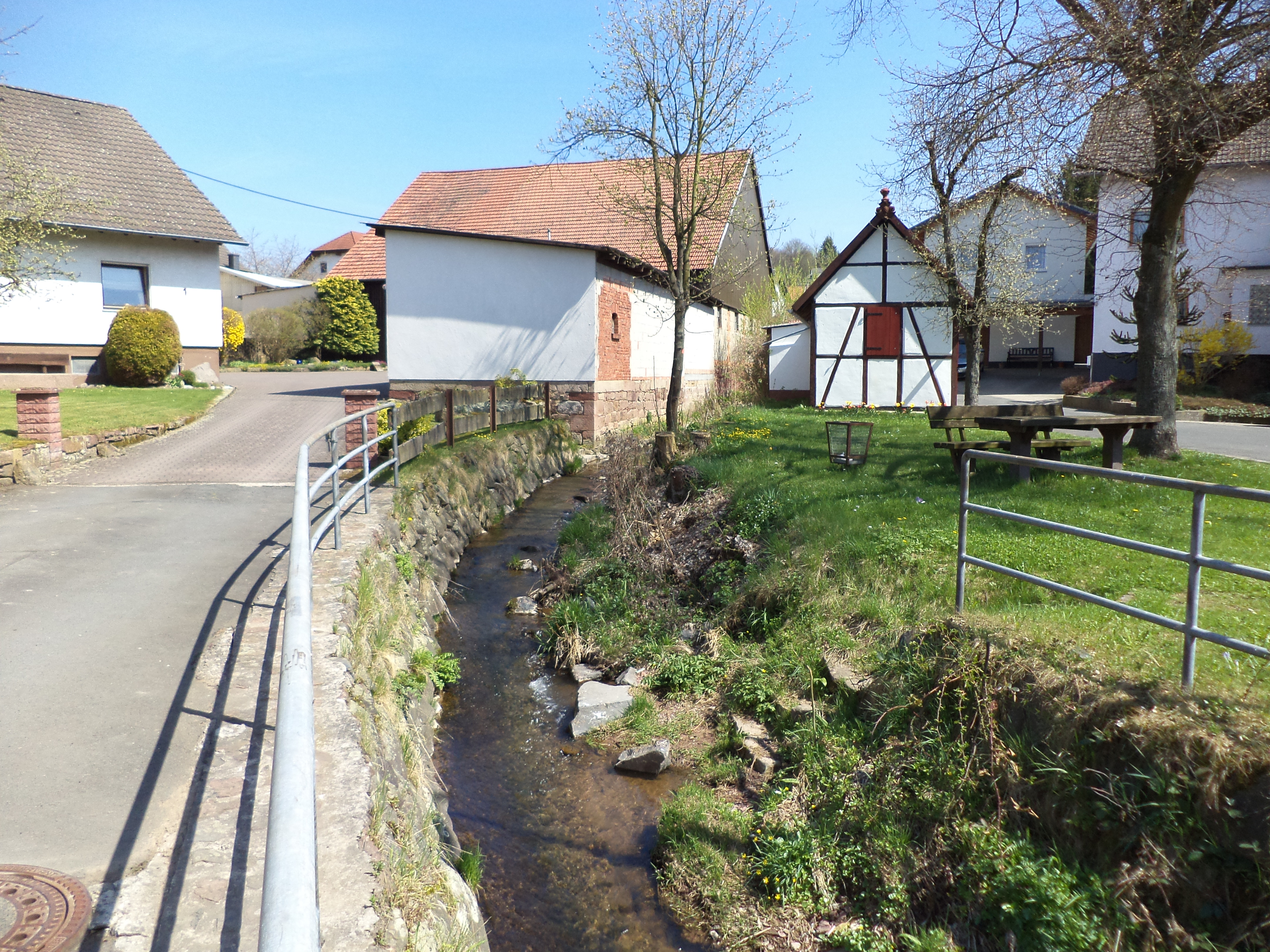

奧爾巴赫河（德語：Auerbach），是德國的河流，位於該國東南部，由巴伐利亞負責管轄，屬於金齊希河的左支流，河道全長5.3公里，流域面積7.5平方公里。